# Diopsiulus simpliciter
Diopsiulus simpliciter är en mångfotingart som beskrevs av Demange och Jean-Paul Mauriès 1975. Diopsiulus simpliciter ingår i släktet Diopsiulus och familjen Stemmiulidae. Inga underarter finns listade i Catalogue of Life.